# Cadmus, Le Robot de l'Espace
Cadmus, Le Robot de l'Espace es el tercer sencillo de Jean-Jacques Perrey y el primero que realizó en colaboración con otro compositor, en este caso el cineasta francés Henri Gruel. También es el primer sencillo de Gruel. Contiene dos canciones, cada una de las cuales dura más de 16 minutos.

## Carátulas
Existen dos carátulas del álbum. La primera mostrando a un esqueleto amarillo con disfraz de astronauta, en un lugar presuntamente en el espacio, junto con unas 2 personas con guantes azules abajo de la carátula. En la parte superior se encuentra el título del álbum. La segunda carátula es una foto del cineasta Henri Gruel pero de color verde junto con unos teclados electrónicos, y arriba se encuentra el título del álbum y también el nombre de Henri Gruel y Jean-Jacques Perrey, y también los nombres de Paul Guers, Jean Brochard, Lucien Nat, Henri Virlogeux, Mischa Auer y Roger Duquesne.

## Lista de canciones
| Número | Título                              | Duración |
| ------ | ----------------------------------- | -------- |
| 1      | Cadmus, Le Robot de l'Espace Part 1 | 16:21    |
| 2      | Cadmus, Le Robot de l'Espace Part 2 | 16:18    |